# Something in the Air (Thunderclap Newman)
"Something in the Air" is een nummer van de Britse band Thunderclap Newman. Het verscheen op hun enige album Hollywood Dream uit 1970. Op 23 mei 1969 werd het uitgebracht als de debuutsingle van de groep.

## Achtergrond
"Something in the Air" is geschreven door drummer en zanger Speedy Keen en geproduceerd door The Who-gitarist Pete Townshend. In 1969 stond Townshend aan de wieg van de formatie van de band. Zijn concept was om een band te vormen rond Keen, die in 1967 al het nummer "Armenia City in the Sky" op het The Who-album The Who Sell Out had geschreven. Naast Keen werden jazzpianist Andy "Thunderclap" Newman en gitarist Jimmy McCulloch, die later bij Wings zou spelen, lid van de band.
Townshend produceerde Hollywood Dream, het enige album van Thunderclap Newman, en was onder het pseudoniem "Bijou Drains" tevens te horen als basgitarist. "Something in the Air" heette oorspronkelijk "Revolution", maar de naam werd later aangepast om verwarring met het gelijknamige nummer van The Beatles te voorkomen. Op het nummer speelt McCulloch zowel de akoestische als de elektrische gitaar, zingt Keen in falsetto en speelt Newman een pianosolo.
"Something in the Air" werd een grote hit in het Verenigd Koninkrijk, waar het de nummer 1-positie in de UK Singles Chart haalde. Het team achter de band was verrast door het succes van het nummer en moesten snel met plannen komen om de single te promoten. Uiteindelijk werd besloten dat de band op een korte tournee door het VK ging. In de liveband waren, naast de reguliere muzikanten, bassist Jim Pitman-Avory en drummer Jack McCulloch, de oudere broer van Jack, opgenomen. De single bereikte ook in een aantal andere landen de hitlijsten. In Duitsland kwam het tot de dertiende plaats, terwijl het in de Amerikaanse Billboard Hot 100 een klein succes werd met een 37e plaats als hoogste notering. Het gebruik in de film The Magic Christian heeft hierbij geholpen. In Nederland kwam de single tot de veertiende plaats in de Top 40 en de negende plaats in de Hilversum 3 Top 30, terwijl in Wallonië plaats 43 in een voorloper van de Ultratop 50 werd gehaald. De tweede single "Accidents" kwam niet verder dan plaats 46 in het VK en de band wordt dan ook gezien als een eendagsvlieg.
"Something in the Air" is gecoverd door onder meer The Chicks, Fish, Labelle en Ocean Colour Scene. Een cover van Tom Petty & The Heartbreakers, in 1993 uitgebracht op hun compilatiealbum Greatest Hits, werd uitgebracht als single en bereikte plaats 53 in de hitlijsten van zowel het Verenigd Koninkrijk als de Verenigde Staten.

## Hitnoteringen

### Nederlandse Top 40
| Hitnotering: 19-07-1969 t/m 23-08-1969 | Hitnotering: 19-07-1969 t/m 23-08-1969 | Hitnotering: 19-07-1969 t/m 23-08-1969 | Hitnotering: 19-07-1969 t/m 23-08-1969 | Hitnotering: 19-07-1969 t/m 23-08-1969 | Hitnotering: 19-07-1969 t/m 23-08-1969 | Hitnotering: 19-07-1969 t/m 23-08-1969 | Hitnotering: 19-07-1969 t/m 23-08-1969 |
| Week                                   | 1                                      | 2                                      | 3                                      | 4                                      | 5                                      | 6                                      |                                        |
| -------------------------------------- | -------------------------------------- | -------------------------------------- | -------------------------------------- | -------------------------------------- | -------------------------------------- | -------------------------------------- | -------------------------------------- |
| Nummer                                 | 32                                     | 18                                     | 14                                     | 15                                     | 21                                     | 32                                     | uit                                    |

### Hilversum 3 Top 30
| Hitnotering: 19-07-1969 t/m 23-08-1969 | Hitnotering: 19-07-1969 t/m 23-08-1969 | Hitnotering: 19-07-1969 t/m 23-08-1969 | Hitnotering: 19-07-1969 t/m 23-08-1969 | Hitnotering: 19-07-1969 t/m 23-08-1969 | Hitnotering: 19-07-1969 t/m 23-08-1969 | Hitnotering: 19-07-1969 t/m 23-08-1969 | Hitnotering: 19-07-1969 t/m 23-08-1969 |
| Week                                   | 1                                      | 2                                      | 3                                      | 4                                      | 5                                      | 6                                      |                                        |
| -------------------------------------- | -------------------------------------- | -------------------------------------- | -------------------------------------- | -------------------------------------- | -------------------------------------- | -------------------------------------- | -------------------------------------- |
| Nummer                                 | 28                                     | 15                                     | 9                                      | 13                                     | 16                                     | 24                                     | uit                                    |

### NPO Radio 2 Top 2000
| Nummer met noteringen in de NPO Radio 2 Top 2000 | '99  | '00  | '01  | '02  | '03 | '04  | '05  | '06  | '07  | '08  |
| ------------------------------------------------ | ---- | ---- | ---- | ---- | --- | ---- | ---- | ---- | ---- | ---- |
| Something in the Air                             | 1719 | 1633 | 1833 | 1909 | -   | 1823 | 1723 | 1835 | 1813 | 1806 |

1. ↑  Een '-' betekent dat het nummer niet was genoteerd en een vetgedrukt getal geeft de hoogste notering aan.
2. ↑  Deze tabel is bijgewerkt tot en met de laatste editie (2024).